# XAI (empresa)
X.AI Corp., fazendo negócios como xAI, é uma startup americana que atua na área de inteligência artificial (IA), fundada por Elon Musk em março de 2023. Seu objetivo é “compreender a verdadeira natureza do universo”.

## Histórico
Em 2015, Musk se juntou ao conselho de administração da empresa sem fins lucrativos de pesquisa de IA OpenAI, tendo supostamente se comprometido a investir até US$ 1 bilhão na companhia, mas após um desacordo sobre segurança de IA, acabou deixou o conselho em 2018 após uma tentativa malsucedida de assumir sua gestão.
xAI foi fundada por Elon Musk em Nevada em 9 de março de 2023 e desde então está sediada na Baía de São Francisco, na Califórnia.
Musk anunciou oficialmente a formação do xAI em 12 de julho de 2023. Ele vinculou a data (7 + 12 + 23 = 42) ao livro O Guia do Mochileiro das Galáxias, de Douglas Adams, no qual um supercomputador calcula que a resposta à questão fundamental da vida, do universo e de tudo é 42.

## Produtos
Embora a meta declarada da xAI seja "entender a verdadeira natureza do universo", um de seus objetivos imediatos é criar uma IA capaz de raciocínio matemático avançado, algo não encontrado nos modelos atuais.
Em 4 de novembro de 2023, a xAI revelou o Grok, um chatbot de IA integrado ao X e oferecido apenas aos assinantes Premium+ da plataforma.